# Freimut Stein
Freimut Friedrich Burkart Stein (* 16. Juni 1924 in Nürnberg; † 15. September 1986 in München) war ein deutscher Eiskunstläufer und Rollkunstläufer.

## Leben
Freimut Stein war im Eiskunstlauf deutscher Meister im Einzellauf der Herren von 1952 bis 1954. Er repräsentierte den 1. FC Nürnberg, Sektion Roll- und Eissport. Von 1951 bis 1953 nahm er an Europameisterschaften teil. Nach dem fünften und sechsten Platz reichte es 1953 in Dortmund schließlich zum Gewinn der Bronzemedaille hinter Alain Giletti und Carlo Fassi. Stein bestritt außerdem zwei Weltmeisterschaften. 1951 und 1953 wurde er jeweils Zehnter. Die Olympischen Spiele 1952 in Oslo beendete er als Achter.
Im Rollkunstlauf war Freimut Stein von 1950 bis 1954 Deutscher Meister bei den Herren und 1951–1954 auch Weltmeister sowie Europameister. 1954 erhielt er das Silberne Lorbeerblatt und beendete nach gewonnener Europameisterschaft im Rollkunstlauf seine aktive Sportlerlaufbahn, war später aber noch 10 Jahre lang Eiskunstlaufpreisrichter.

## Psychologie
Nach 1954 schloss er sein Psychologiestudium ab und promovierte an der Universität Würzburg bei Wilhelm Karl Arnold. Er eröffnete eine psychologische Praxis mit dem Schwerpunkt der Ehe- und Lebensberatung in Nürnberg und später in München. Freimut Stein war auch Mitbegründer der Lebenshilfe in Nürnberg und baute dort ein Institut sowie eine Lernbehindertenschule auf. Später war er in München als Psychologe im Öffentlichen Dienst tätig. Nebenberuflich hielt er Vorträge für verschiedene Berufsgruppen zu psychologischen Themen.

## Auszeichnungen
- 1985: Eugen-Moog-Stiftung

## Ergebnisse Eiskunstlauf
| Wettbewerb / Jahr        | 1948 | 1949 | 1950 | 1951 | 1952 | 1953 | 1954 |
| ------------------------ | ---- | ---- | ---- | ---- | ---- | ---- | ---- |
| Olympische Winterspiele  |      |      |      |      | 8.   |      |      |
| Weltmeisterschaften      |      |      |      | 10.  |      | 10.  |      |
| Europameisterschaften    |      |      |      | 5.   | 6.   | 3.   |      |
| Deutsche Meisterschaften | 3.   | 3.   |      | 2.   | 1.   | 1.   | 1.   |

## Schriften
- Eiskunstlaufen: eine Einführung, München 1955
- Eistanzen, München 1955
- Rollschuh-Kunstlaufen, München 1955
- Eislauf-ABC, München 1964
- Kinder brauchen kluge Eltern, Olten 1969
- Lebensregeln, Würzburg 1982